# Есконго
Еско́нго — река в России, протекает по Онгудайскому району Республики Алтай. Берёт начало со снежников северного склона Айгулакского хребта на высоте около 2500 м над уровнем моря. Впадает в озеро Кадытаккёль, устье реки находится в 85 км от устья реки Кадрин по левому берегу. Длина реки составляет 16 км.

## Данные водного реестра
По данным государственного водного реестра России относится к Верхнеобскому бассейновому округу, водохозяйственный участок реки — Катунь, речной подбассейн реки — Бия и Катунь. Речной бассейн реки — (Верхняя) Обь до впадения Иртыша.